# Dorsifulcrum seydeli
Dorsifulcrum seydeli là một loài bướm đêm trong họ Geometridae.